# بوبي تشارلز
بوبي تشارلز (بالإنجليزية: Bobby Charles)‏ هو مغن مؤلف ومغني وملحن أمريكي، ولد في 21 فبراير 1938 في أبفيل في الولايات المتحدة، وتوفي في 14 يناير 2010 في لويزيانا في الولايات المتحدة.

## وصلات خارجية
- بوبي تشارلز على موقع IMDb (الإنجليزية)
- بوبي تشارلز على موقع ميوزك برينز (الإنجليزية)
- بوبي تشارلز على موقع قاعدة بيانات برودواي على الإنترنت (الإنجليزية)
- بوبي تشارلز على موقع أول ميوزيك (الإنجليزية)
- بوبي تشارلز على موقع ديسكوغز (الإنجليزية)
- بوبي تشارلز على موقع ديسكوغز (الإنجليزية)